# Östra härad, Jönköpings län
Östra härad var ett härad i Småland och Jönköpings län och var en del av smålandet Njudung. Häradet motsvarar idag en del av Vetlanda kommun och Eksjö kommun. Häradets areal uppgick till 1 397 km², varav land 1 311. 1930 fanns här 20 039 invånare.  Tingsställe var Vetlanda. 

## Socknar
I Östra härad ingick 18 socknar:
I Vetlanda kommun
- Alseda
- Björkö (före 1885 även delar i Södra Vedbo härad)
- Bäckseda
- Karlstorp (före 1887 även delar i Aspelands härad i Kalmar län)
- Korsberga
- Lannaskede
- Lemnhult
- Myresjö
- Nye
- Näsby
- Näshult
- Nävelsjö
- Skede
- Skirö
- Stenberga
- Vetlanda
- Ökna

I Eksjö kommun
- Kråkshult (före 1886 även delar i Södra Vedbo härad)

Vetlanda stad bildades 1920 utan egen jurisdiktion.

## Län, fögderier, tingslag, domsagor och tingsrätter
Socknarna ingick i Jönköpings län. Församlingarna tillhör(de) från 1569 Växjö stift.
Häradets socknar hörde till följande fögderier:
- 1720-1917 Östra härad fögderi
- 1918-1945 Njudungs fögderi
- 1946-1990 Vetlanda fögderi (där Kråkshults socken bröts för att från 1967 tillhöra Eksjö fögderi)

Häradets socknar tillhörde följande tingslag, domsagor och tingsrätter:
- 1680-1947 Östra Njudungs tingslag (före 1934 Östra härads tingslag) i
  - 1680-1796 Uppvidinge, Konga och Östra häraders domsaga
  - 1796-1933 Östra härads domsaga
  - 1934-1946 Njudungs domsaga
- 1948-1970 Njudungs domsagas tingslag i Njudungs domsaga

- 1971- Eksjö tingsrätt och domsaga

## Häradshövdingar
| Ämbetstid | Namn                                                   | Levnadstid |
| --------- | ------------------------------------------------------ | ---------- |
| 1355      | Nils Bengtsson (Lejonansikte, Bengt Nilssons ätt)      |            |
| 1376      | Peter Bonde                                            |            |
| 1396      | Petrus Brynolfsson (båt)                               |            |
| 1401–1425 | Brynolf Magnusson (kluven sköld med trappskurna rutor) |            |
| 1446–1448 | Erik Stensson                                          |            |
| 1451–1455 | Påvel Jönsson                                          |            |
| 1477      | Ragvald Matsson                                        |            |
| 1485–1511 | Jöns Persson                                           |            |
| 1529–     | Bengt Kåre                                             |            |
| 1537–1560 | Germund Svensson (Somme)                               | –1560      |
| 1562      | Johan Siggesson (Svartingstorpsätten)                  |            |
| 1563–1564 | Lars Lukasson (halv hjort)                             |            |
| 1573–1580 | Anders Sigfridsson (Rålamb)                            |            |
| 1582–1588 | Arvid Gustafsson (Stenbock)                            |            |
| 1589–1590 | Erik Bielke                                            |            |
| 1593–1597 | Gustaf Gabrielsson (Oxenstierna)                       |            |
| 1597      | Axel Johansson (Natt och Dag)                          |            |
| 1598      | Peder Stolpe                                           |            |
| 1600–1605 | Nils Pedersson Siöblad                                 |            |
| 1605–1622 | Claes Claesson (Uggla)                                 |            |
| 1623–1652 | Anders Eriksson (Hästehufvud)                          |            |